# 俾斯麥鎮區 (內布拉斯加州普拉特縣)
俾斯麥鎮區（英語：Bismark Township）是位於美國內布拉斯加州普拉特縣的一個行政鎮區。

## 地方資料
俾斯麥鎮區的面積為93.01平方千米，當中陸地面積為90.89平方千米，而水域面積為2.23平方千米。根據2020年美國人口普查的數據，當地共有人口438人，而人口密度為每平方千米4.71人。